# Arkansas Post National Memorial
Das Arkansas Post National Memorial, 13 km südöstlich von Gillett in Arkansas gelegen, erinnert an wichtige Ereignisse, die vor Ort und in der Nähe stattfanden: die erste europäische Ansiedlung im unteren Mississippi-Tal (1686); ein Gefecht im Amerikanischen Unabhängigkeitskrieg (1783); die erste Hauptstadt des Arkansas-Territoriums (1819–1821); und eine Schlacht im Sezessionskrieg (Schlacht um Fort Hindman) (1863).

## Geschichte

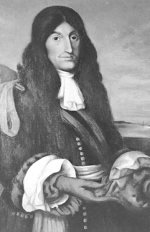
Henri de Tonti

Arkansas Post wurde 1686 von Henri de Tonti bei Osotouy, einem Dorf der Quapaw-Indianer, in der Nähe der Mündung des Arkansas River in den Mississippi River gegründet. Dieser Ort gilt als erste christliche Einrichtung im heutigen Arkansas. Er wurde, zu unterschiedlichen Zeiten, zu einem strategischen Standort für die Franzosen, Spanier, Vereinigten Staaten und die Konföderierten Staaten von Amerika.
Am 17. April 1783 griff der britische Colonel James Colbert die spanischen Truppen, die Arkansas Post kontrollierten, im Rahmen eins Feldzuges gegen die Spanier am Mississippi River an. Colberts Angriff war der einzige im Amerikanischen Unabhängigkeitskrieg, der westlich des Mississippi stattgefunden hat.
1803 wurde Arkansas Post im Rahmen des Louisiana Purchase zum Teil der Vereinigten Staaten. Es wurde am 4. Juli 1819 zur ersten Hauptstadt des neuen Arkansas Territory gewählt und wurde zum Zentrum des wirtschaftlichen und politischen Leben von Arkansas. 1821 wurde Little Rock zur Hauptstadt und Arkansas Post verlor stark an Bedeutung.

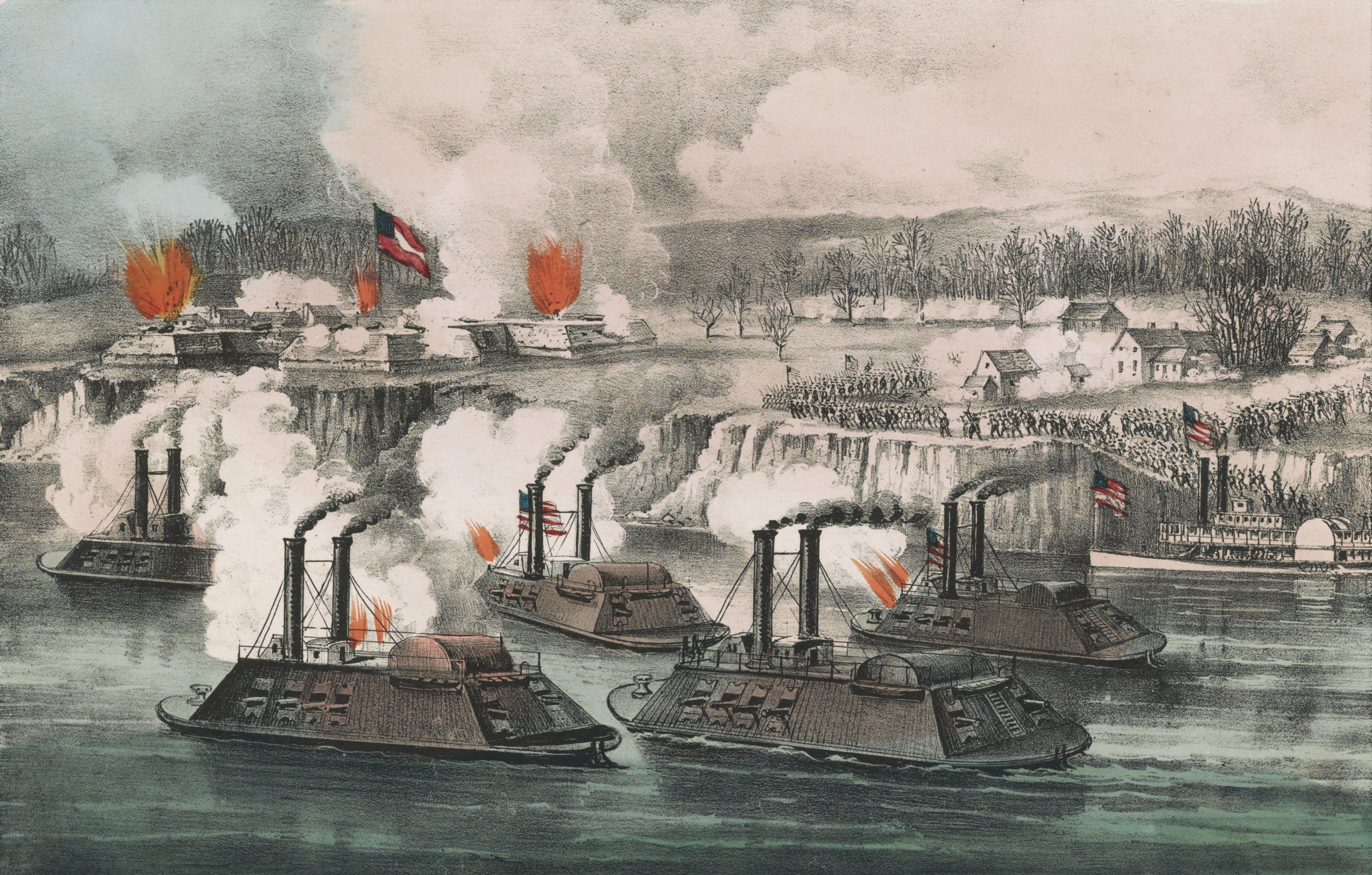
Schlacht um Fort Hindman

Während des Sezessionskrieges wurde Arkansas Post zu einem wichtigen strategischen Standort, das es am Zusammenfluss von zwei wichtigen Flüssen lag. Im Jahr 1862, baute die Confederate States Army Fort Hindman, einen gewaltigen Erdwall, der nach dem General Thomas C. Hindman benannt wurde. Vom 9. bis zum 11. Januar 1863 griffen die Truppen der Union das Fort mit gepanzerten Kanonenbooten an und zerstörten sowohl das Fort als auch den Ort Arkansas Post.

## Administrative Geschichte
Die frühere Stadt Arkansas Post wurde 1929 zu einem State Park ernannt. Er befindet sich auf einer Halbinsel im Arkansas River in Arkansas County. Am 6. Juli 1960 wurde der Ort zum National Memorial und am 9. Oktober 1960 zum National Historic Landmark ernannt.
Wie alle National Historic Landmarks wurde Arkansas Post am 15. Oktober 1966 amtlich in das National Register of Historic Places aufgenommen.